# Стоффель Вандорн
Стоффель Вандорн (нід. Stoffel Vandoorne нар. 26 березня 1992, Кортрейк, Бельгія) — бельгійський автогонщик, бронзовий призер гонки «24 години Ле-Мана» (2019), пілот Формули E в команді HWA Racelab. Виступав у Формулі-1 в складі команди McLaren в сезонах 2016—2018 років.

## Біографія

### Картинг
Вандорн розпочав свою кар'єру з картингу в 1998 у віці 6 років, в 2008 році виграв бельгійський чемпіонат KF2. У 2009 він фінішував другим у Світовому Кубку в категорії KF2.

### Формула Рено
У 2010 році Вандорн перейшов в серію Формула-Рено 1.6. З першої спроби він став найкращим в серії, закінчивши рік з 6 перемогами.
У 2011 перейшов на клас вище, в Єврокубок Формули-Рено 2.0, виступаючи там за команду KTR. У підсумковому заліку зайняв 5 місце, з одним подіумом в Угорщині і з 8 фінішами в очках протягом сезону. Так само паралельно Вандорн брав участь в Formula Renault 2.0 Northern European Cup, де закінчив сезон третім з 8 подіумами.
На 2012 рік Вандорн залишився в Єврокубку, але покинув команду KTR і перейшов в Josef Kaufmann Racing. У битві за чемпіонство Вандорн переміг в сезоні 2012 з перевагою в 10 очок над протеже Red Bull Данилом Квятом.
Також Вандорн виступав на непостійній основі в Formula Renault 2.0 NEC, де здобув 5 перемог в 7 гонках, в яких брав участь, і ще в одній фінішував на подіумі.
У 2013, Вандорн піднявся ще на одну сходинку, перейшовши в Формулу Рено 3.5, де він змінив 2012 чемпіона Робіна Фряйнса в команді Fortec Motorsport. Вандорн став другим за підсумками сезону, поступившись лише більш досвідченому партнеру по системі розвитку McLaren Кевіну Магнуссену, з 4 перемогами і 10 подіумами, включаючи перемогу на своєму домашньому Гран-прі Бельгії.

### GP2
У січні 2014 року було оголошено, що Вандорн дебютує в GP2 за команду ART Grand Prix. У першій же гонці він приніс команді перемогу. Але далі команда ART на деяких трасах почала відчувати проблеми з настройками, і Вандорну зрідка вдавалося потрапляти на подіум, а іноді і в очки. Друга половина сезону складалася набагато краще. В останніх чотирьох кваліфікаціях Вандорн брав поул-позиції. У підсумку сезон Вандорн закінчив на 2-му місці, позаду ветерана GP2 Джоліона Палмера, з 4 перемогами (3 з них у суботніх гонках) і 6 подіумами по ходу сезону.
Набрані під час 2015 року очки дозволили Вандорну достроково завоювати чемпіонський титул.

### Формула 1
У лютому 2013 року Вандорн завдяки своїм виступам і роботі менеджера Річарда Годдарда зміг приєднатися до молодіжної програми розвитку McLaren. У січні 2014 роки він став третім пілотом McLaren, паралельно виступаючи в GP2, де лідирував в чемпіонаті з великим відривом. Дебютував у Формулі-1 на Гран-прі Бахрейну, замінивши на одну гонку травмованого Алонсо і відразу домігся успіху, заробивши очко, фінішувавши на 10-му місці. Частину сезону Стоффела провів в Super Formula, зайнявши там четверте місце з двома перемогами.
Восени 2016 року Вандорн замінив в основному складі McLaren Дженсона Баттона, ставши напарником Фернандо Алонсо в сезоні 2017 року. Боротися за хороші результати машина не дозволяла, проте вдалося непогано показати себе на тлі титулованого напарника, тричі фінішувавши в очках і заробивши 13 очок — проти п'яти фінішів і 17 очок відповідно у Алонсо. Найкращим фінішем стали два сьомих місця в Сінгапурі і Малайзії.
Продовживши в серпні 2017 роки контракт з командою, новий 2018 сезон Стоффела почав ударно, тричі фінішувавши в очках за чотири гонки. Однак потім пішла серія невиразних фінішів в середині другої десятки — при тому що Алонсо більш-менш регулярно заробляв очки. Лише за дві гонки до кінця в Мексиці вдалося ще раз фінішувати дев'ятим, а в цілому сезон був закінчений на 16-му місці з 12 очками. В кінці сезону Вандорн покинув команду, перейшовши в «Мерседес» на посаду пілота симулятора.

### Подальші виступи
Крім роботи на симуляторі, в кінці 2018 сезону Вандорн уклав контракт на виступи в сезоні 2018/2019 Формули E в складі дочірньої команди «Мерседеса» — HWA Racelab. Партнером Вандорна по новій команді став дворазовий чемпіон DTM Гері Паффетт. Дебютний для команди сезон Стоффела почав не дуже добре, фінішувавши поза очок на перших чотирьох етапах. Однак на п'ятому етапі в Гонконзі він зміг завоювати поул-позицію в Гонконзі, ще через етап — в Італії — фінішував на нижній сходинці подіуму, і в подальшому майже в кожній гонці фінішував в десятці кращих, посівши за результатами сезону 16-е місце з 35 очками. Титулований напарник відстав майже вчетверо, набравши всього 9 очок. Вандорн продовжив виступати за Мерседер у Формулі E у сезоні 2019/2020 років, його напарником став чемпіон Формули 2 Нік де Вріс.
Крім того, Вандорн в складі російської команди SMP Racing в одному екіпажі з Михайлом Альошиним і Віталієм Петровим взяв участь в гонці «24 години Ле Мана», зайнявши за результатами даного марафону третє місце в загальному заліку.
На сезон 2022-2023 років підписав контракт із командою DS Penske.

## Результати виступів

### Гоночна кар'єра
| Сезон   | Серія                                   | Команда                         | Гонки           | Перемоги        | Поули           | Н/к             | Подіуми         | Очки            | Місце           |
| ------- | --------------------------------------- | ------------------------------- | --------------- | --------------- | --------------- | --------------- | --------------- | --------------- | --------------- |
| 2010    | F4 Eurocup 1.6                          | Auto Sport Academy              | 14              | 5               | 5               | 4               | 9               | 151             | 1               |
| 2011    | Eurocup Formula Renault 2.0             | KTR                             | 14              | 0               | 0               | 0               | 1               | 93              | 5               |
| 2011    | Formula Renault 2.0 NEC                 | KTR                             | 20              | 0               | 3               | 0               | 8               | 328             | 3               |
| 2012    | Eurocup Formula Renault 2.0             | Josef Kaufmann Racing           | 14              | 4               | 6               | 3               | 11              | 244             | 1               |
| 2012    | Formula Renault 2.0 NEC                 | Josef Kaufmann Racing           | 7               | 5               | 4               | 5               | 6               | 176             | 9               |
| 2013    | Formula Renault 3.5 Series              | Fortec Motorsport               | 17              | 4               | 3               | 2               | 10              | 214             | 2               |
| 2013    | FIA GT Series                           | Boutsen Ginion Racing           | 2               | 0               | 0               | 0               | 0               | 0               | НК†             |
| 2014    | GP2 Series                              | ART Grand Prix                  | 22              | 4               | 4               | 3               | 10              | 229             | 2               |
| 2014    | Формула-1                               | McLaren F1 Team                 | Третій пілот    | Третій пілот    | Третій пілот    | Третій пілот    | Третій пілот    | Третій пілот    | Третій пілот    |
| 2015    | GP2 Series                              | ART Grand Prix                  | 21              | 7               | 4               | 7               | 16              | 341.5           | 1               |
| 2016    | Super Formula                           | Docomo Team Dandelion Racing    | 9               | 2               | 1               | 0               | 3               | 27              | 4               |
| 2016    | Формула-1                               | McLaren Honda                   | 1               | 0               | 0               | 0               | 0               | 1               | 20              |
| 2017    | Формула-1                               | McLaren Honda                   | 20              | 0               | 0               | 0               | 0               | 13              | 16              |
| 2018    | Формула-1                               | McLaren F1 Team                 | 21              | 0               | 0               | 0               | 0               | 12              | 16              |
| 2018–19 | Формула E                               | HWA Racelab                     | 13              | 0               | 1               | 0               | 1               | 35              | 16              |
| 2018–19 | FIA World Endurance Championship        | SMP Racing                      | 2               | 0               | 0               | 0               | 2               | 38              | 11              |
| 2019    | 24 години Ле-Мана                       | SMP Racing                      | 1               | 0               | 0               | 0               | 1               | Н/Д             | 3               |
| 2019–20 | Формула E                               | Mercedes-Benz EQ Formula E Team | 11              | 1               | 1               | 1               | 3               | 87              | 2               |
| 2020    | Формула-1                               | Mercedes-AMG Petronas F1 Team   | Резервний пілот | Резервний пілот | Резервний пілот | Резервний пілот | Резервний пілот | Резервний пілот | Резервний пілот |
| 2020    | Формула-1                               | McLaren F1 Team                 | Резервний пілот | Резервний пілот | Резервний пілот | Резервний пілот | Резервний пілот | Резервний пілот | Резервний пілот |
| 2020–21 | Формула E                               | Mercedes-EQ Formula E Team      | 15              | 1               | 3               | 2               | 3               | 82              | 9               |
| 2021    | FIA World Endurance Championship - LMP2 | Jota Sport                      | 6               | 0               | 2               | 1               | 5               | 131             | 2               |
| 2021    | Asian Le Mans Series                    | Jota Sport                      | 2               | 0               | 0               | 0               | 1               | 28              | 8               |
| 2021    | 24 години Ле-Мана - LMP2                | Jota Sport                      | 1               | 0               | 0               | 0               | 1               | Н/Д             | 2               |
| 2021    | Формула-1                               | Mercedes-AMG Petronas F1 Team   | Резервний пілот | Резервний пілот | Резервний пілот | Резервний пілот | Резервний пілот | Резервний пілот | Резервний пілот |
| 2021    | Формула-1                               | McLaren F1 Team                 | Резервний пілот | Резервний пілот | Резервний пілот | Резервний пілот | Резервний пілот | Резервний пілот | Резервний пілот |
| 2021–22 | Формула E                               | Mercedes-EQ Formula E Team      | 16              | 1               | 2               | 0               | 8               | 213             | 1               |
| 2022    | Формула-1                               | Mercedes-AMG Petronas F1 Team   | Резервний пілот | Резервний пілот | Резервний пілот | Резервний пілот | Резервний пілот | Резервний пілот | Резервний пілот |
| 2022    | Формула-1                               | McLaren F1 Team                 | Резервний пілот | Резервний пілот | Резервний пілот | Резервний пілот | Резервний пілот | Резервний пілот | Резервний пілот |
| 2022–23 | Формула E                               | DS Penske                       | 16              | 0               | 1               | 0               | 0               | 56              | 11              |

† Вандорн брав участь в змаганні за запрошенням, тому йому не нараховувалися очки чемпіонату.

* Сезон триває.

### Формула-1
| Рік  | Команда         | Шасі           | Двигун                  | 1      | 2        | 3      | 4      | 5        | 6        | 7      | 8      | 9      | 10     | 11     | 12       | 13       | 14     | 15     | 16     | 17     | 18     | 19       | 20     | 21     | Місце | Очки |
| ---- | --------------- | -------------- | ----------------------- | ------ | -------- | ------ | ------ | -------- | -------- | ------ | ------ | ------ | ------ | ------ | -------- | -------- | ------ | ------ | ------ | ------ | ------ | -------- | ------ | ------ | ----- | ---- |
| 2016 | McLaren Honda   | McLaren MP4-31 | Honda RA616H 1.6 V6 t   | АВС    | БАХ 10   | КИТ    | РОС    | ІСП      | МОН      | КАН    | ЄВР    | АВТ    | ВЕЛ    | УГО    | НІМ      | БЕЛ      | ІТА    | СІН    | МАЛ    | ЯПО    | США    | МЕК      | БРА    | АБУ    | 20    | 1    |
| 2017 | McLaren Honda   | McLaren MCL32  | Honda RA617H 1.6 V6 t   | АВС 13 | КИТ Схід | БАХ НС | РОС 14 | ІСП Схід | МОН Схід | КАН 14 | АЗЕ 12 | АВТ 12 | ВЕЛ 11 | УГО 10 | БЕЛ 14   | ІТА Схід | СІН 7  | МАЛ 7  | ЯПО 14 | США 12 | МЕК 12 | БРА Схід | АБУ 12 |        | 16    | 13   |
| 2018 | McLaren F1 Team | McLaren MCL33  | Renault R.E.18 1.6 V6 t | АВС 9  | БАХ 8    | КИТ 13 | АЗЕ 9  | ІСП Схід | МОН 14   | КАН 16 | ФРА 12 | АВТ 15 | ВЕЛ 11 | НІМ 13 | УГО Схід | БЕЛ 15   | ІТА 12 | СІН 12 | РОС 16 | ЯПО 15 | США 11 | МЕК 8    | БРА 15 | АБУ 14 | 16    | 12   |

†Не закінчив, але був класифікований, оскільки він завершив більше 90 % дистанції гонки.